# Harald Mattfeldt
Harald Mattfeldt (* 26. Februar 1943 in Bremen) war Professor für Volkswirtschaftslehre an der Hamburger Universität für Wirtschaft und Politik (HWP).

## Werdegang
Mattfeldt studierte Volkswirtschaftslehre an der Freien Universität Berlin von 1962 bis 1967 bei Prof. Andreas Paulsen und bei Prof. Rudolf Schilcher mit dem Abschluss als Diplom-Volkswirt. Von 1967 bis 1968 begleitete er Schilcher als Assistent an die Ruhr-Universität Bochum. Ab 1968 arbeitete er für eine englische Großbank in  Johannesburg in ihrer International Division als stellvertretender Leiter der volkswirtschaftlichen Abteilung. Nach seiner Rückkehr wurde er ab 1970 wissenschaftlicher Mitarbeiter von Prof. Peter Bernholz, Inhaber des Lehrstuhls für Volkswirtschaftslehre an der Technischen Universität Berlin TU Berlin. Hier promovierte er 1972 mit einer geldtheoretisch-empirischen Arbeit zur Geldnachfrage in der Bundesrepublik Deutschland bei den Professoren Bernholz und Franz Holzheu. In seiner Arbeit konnte er nachweisen, dass die monetaristische These Friedmans, dass die Geldnachfrage „stabil“ sei und sie sich deshalb als zentrale wirtschaftspolitische Handlungsvariable eigne, nicht mit der Realität in Deckung gebracht werden kann, zumindest nicht für die Bundesrepublik Deutschland. In späteren Veröffentlichungen hat er das wiederholt thematisiert und auf die sozialen und politischen Folgen einseitiger monetaristischer Politik hingewiesen. Er gehörte deshalb zu den Erstunterzeichnern des ersten Memorandums für eine Alternative Wirtschaftspolitik. Ab 1973 war er Professor für den Bereich „Geld und Währung“ an der Fachhochschule für Wirtschaft in Berlin.
Die Habilitation erfolgt 1974 bei den Professoren Peter Bernholz, Franz Holzheu und Norbert Andel an der Technischen Universität Berlin. Anschließend war er Privatdozent an der TU Berlin. Ab 1977 war er ordentlicher Professor für Volkswirtschaftslehre an der Hochschule für Wirtschaft und Politik HWP in Hamburg. Mattfeldt hat sich intensiv mit der Wirtschaftstheorie von John Maynard Keynes, Geld und Währung, Verteilung und Arbeitsmarkt beschäftigt.
Mattfeldt hat dem deutschen Publikum eine Werkauswahl von teilweise nicht so bekannten Veröffentlichungen von Keynes zugänglich gemacht sowie sie hinsichtlich ihrer wirtschaftspolitischen und politischen Implikationen kommentiert. Die Festschrift zu seinem 60. Geburtstag heißt folgerichtig auch „Keynes heute“: Er ist Mitglied des Wissenschaftlichen Beirats des Progress Instituts für Wirtschaftsforschung mbH Bremen und war Vertrauensdozent der Rosa-Luxemburg-Stiftung.
Am Department für Wirtschaft und Politik (DWP; ehemals HWP), seit 2009 Fachbereich Sozialökonomie an der Universität Hamburg leitete er den neuen und gerade zertifizierten Masterstudiengang für Sozialökonomische Studien. Im Zentrum für Ökonomische und Soziologische Studien (ZÖSS) arbeitete er über die Profitrate und das Gesetz des tendenziellen Falls der Profitrate.

## Zitat
„Das Theoriegebäude des Monetarismus und die darauf aufbauenden wirtschaftspolitischen Ratschläge waren die größten theoretischen und wirtschaftspolitischen Fake-News des 20. Jahrhunderts.“

## Veröffentlichungen

### Bücher
- Das Geldmengenproblem. Empirische Untersuchungen in der Bundesrepublik Deutschland. 1973, ISBN 3-87061-081-6.
- Kommentierte Werkauswahl zu Keynes. VSA, 1985, ISBN 3-87975-297-4.
- mit Rudolf Hickel: Millionen Arbeitslose! Streitschrift gegen den Rat der Fünf Weisen. Eine Bilanz nach zwanzig Jahren. Rowohlt, Reinbek b. Hamburg 1983, ISBN 3-499-15338-6.
- mit Alfred Oppolzer und Udo Reifner (Hrsg.): Ökonomie und Sozialstaat. Leske + Budrich, Opladen 1998, ISBN 3-8100-2135-0.
- Wirtschaftspolitik und Arbeitnehmerinteressen. Zum 100. Geburtstag von John Maynard Keynes. Fachverlag für Sozialwissenschaften, 1986, ISBN 3-923826-06-0.
- mit Rudolf Hickel: Millionen Arbeitslose. Rowohlt TB-V., Reinbek 1986, ISBN 3-499-15338-6.
- mit Rudolf Hickel und Klaus Peter Kisker: Politik des Kapitals, heute. VSA, 2000, ISBN 3-87975-777-1.
- Jahrbuch für Politik und Gesellschaft in Sachsen-Anhalt, 2000–2006. Mitteldeutscher Verlag, 2000 ff
- Herbert Schui, Holger Paetow (Hrsg.): Keynes heute, Festschrift für Harald Mattfeldt. VSA, 2003, ISBN 3-89965-019-0.

### Diskussionspapiere zur Profitrate
- Tendenzieller Fall der Profitrate? Zur Makroökonomischen Rentabilitätsentwicklung in der Bundesrepublik Deutschland. (= Zentrum für Ökonomische und Soziologische Studien). Hamburg 2005, (epub.sub.uni-hamburg.de)
- mit Nikolaus Dinkelacker: Trend- und Komponentenanalyse der Profitrate für Deutschland von 1850 bis 1913. (= Zentrum für Ökonomische und Soziologische Studien). Hamburg 2005, (wiso.uni-hamburg.de)
- Lange Welle oder tendenzieller Fall? Marx' Profitratenfallgesetz als halber Kondratieff. (= Zentrum für Ökonomische und Soziologische Studien). Hamburg 2006, (wiso.uni-hamburg.de)
- Zur Methode der Profitratenbestimmung. Anmerkungen zur Empirie der 'säkularen Entwicklung der Kapitalrentabilität'. (= Zentrum für Ökonomische und Soziologische Studien. Discussion Paper No. 01). Hamburg 2006. (wiso.uni-hamburg.de)

### Aufsätze (Auswahl)
- mit F. Holzheu: Spiegelbild von Widersprüchen - Hat der Sachverständigenrat im Hinblick auf eine kritische Zieldiskussion versagt? In: R. Molitor (Hrsg.): Zehn Jahre Sachverständigenrat. (= Wirtschaft Aktuell). Frankfurt am Main 1973, S. 33 ff.
- Zum Problem der wissenschaftlichen Politikberatung am Beispiel des Gesamtindikators des Sachverständigenrats. In: Zeitschrift für die gesamte Staatswissenschaft. 129. Band, Heft 4, 1973, S. 634.
- Keynesianismus, Monetarismus und Demokratie. In: Das Argument. 26. Jahrgang, Heft 145, 1984, S. 391.
- Linker Antikeynesianismus. In: Das Argument. 26. Jahrgang, Heft 148, 1984, S. 898 ff.
- Aspekte Hamburger Wirtschaftswissenschaften im Nationalsozialismus. In: E. Krause, H. Huber, H. Fischer (Hrsg.): Hochschulalltag im „Dritten Reich“ - Die Hamburger Universität 1933–1945. Berlin/Hamburg 1991, S. 991 ff.
- Politische Ökonomie der Judenverfolgung. In: Sozialismus. 15. Jg., Heft 1, Januar/Februar 1989, S. 46 ff.
- mit K. Tonner: Wirtschaftsverfassung und Vierjahresplan. In: Demokratie und Recht. 12. Jg., Heft 3, 1984, S. 265 ff.